# Calia i simenza

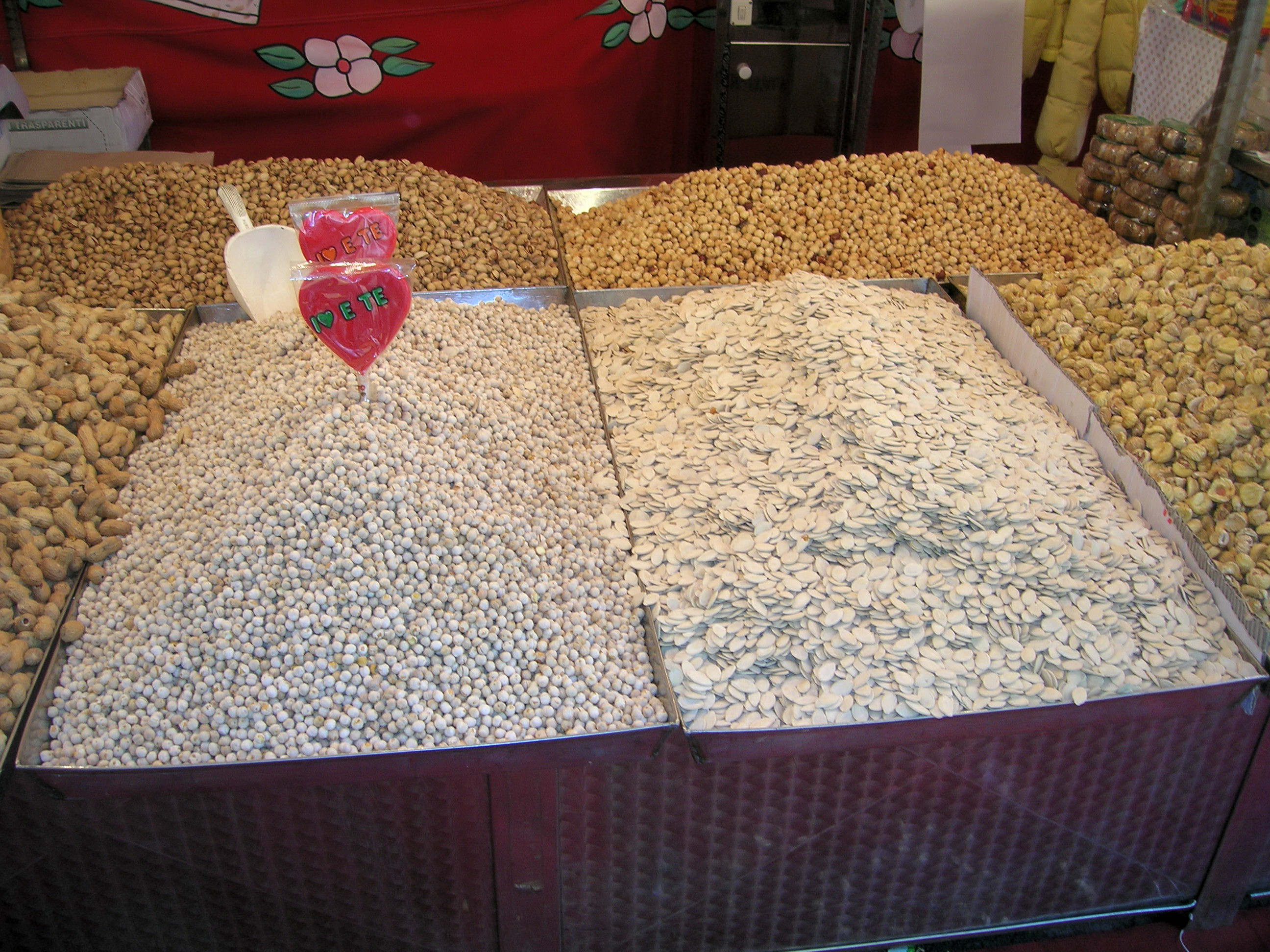
Calia(po lewej) i simenza(po prawej).

Calia i simenza – typowe  sycylijskie przekąski, spożywane głównie w trakcie świąt patronów miast, np. w dniu Świętej Agaty patronki Katanii lub w dniu Świętej Rozalii patronki Palermo.
Calia to prażone ziarna ciecierzycy, natomiast simenza to  smażone ziarna dyni.